# Andrea Höhne
Andrea Höhne ist eine ehemalige deutsche Schauspielerin.

## Leben
Höhne begann ihre Tätigkeit als Schauspielerin 1992 in der RTL-Daily-Soap Gute Zeiten, schlechte Zeiten (GZSZ), wurde jedoch bereits 1993 in ihre Rolle der Claudia Wedemeier/Löpelmann von Aelrun Goette abgelöst. Ebenfalls 1992 spielte sie eine kleinere Rolle in Otto – Der Liebesfilm.
 Nach Ende ihres Engagements für GZSZ ist sie nicht mehr als Schauspielerin in Erscheinung getreten und arbeitet heute als Vermittlerin in der Berliner Stelle der ZAV-Künstlervermittlung der Bundesagentur für Arbeit.

## Filmografie
- 1990: Liebes Leben (ZDF-Serie)
- 1992–1993: Gute Zeiten, schlechte Zeiten (RTL-Serie)
- 1992: Otto – Der Liebesfilm